# Yéyé
Pour les articles homonymes, voir Yé-yé (Real Madrid) et Yeh Yeh.
Genres dérivés
Pop indépendante, Shibuya-kei
Le yéyé est un courant musical ayant émergé au début des années 1960. L'expression est utilisée en France et au Québec et vise à désigner, généralement, une musique ou une chanson adaptée d'un succès anglo-saxon, alors très prisée par la jeunesse baby boomer née après la Seconde Guerre mondiale. Elle désigne aussi bien le jeune public amateur de ces airs que leurs non moins jeunes interprètes (les yéyés), la connotation dans la bouche des adultes et surtout des intellectuels se voulait à l'origine péjorative et railleuse.
Les expressions « les yéyés » ou encore « la période yéyé », usités a posteriori, couvrent généralement la totalité des années 1960, sans distinction entre les genres musicaux, les artistes de la nouvelle génération, les créations originales et les adaptations ; alors que « le yéyé » stricto sensu débute à l'automne 1961 avec l'avènement du twist et prend fin au printemps 1966.

## Histoire

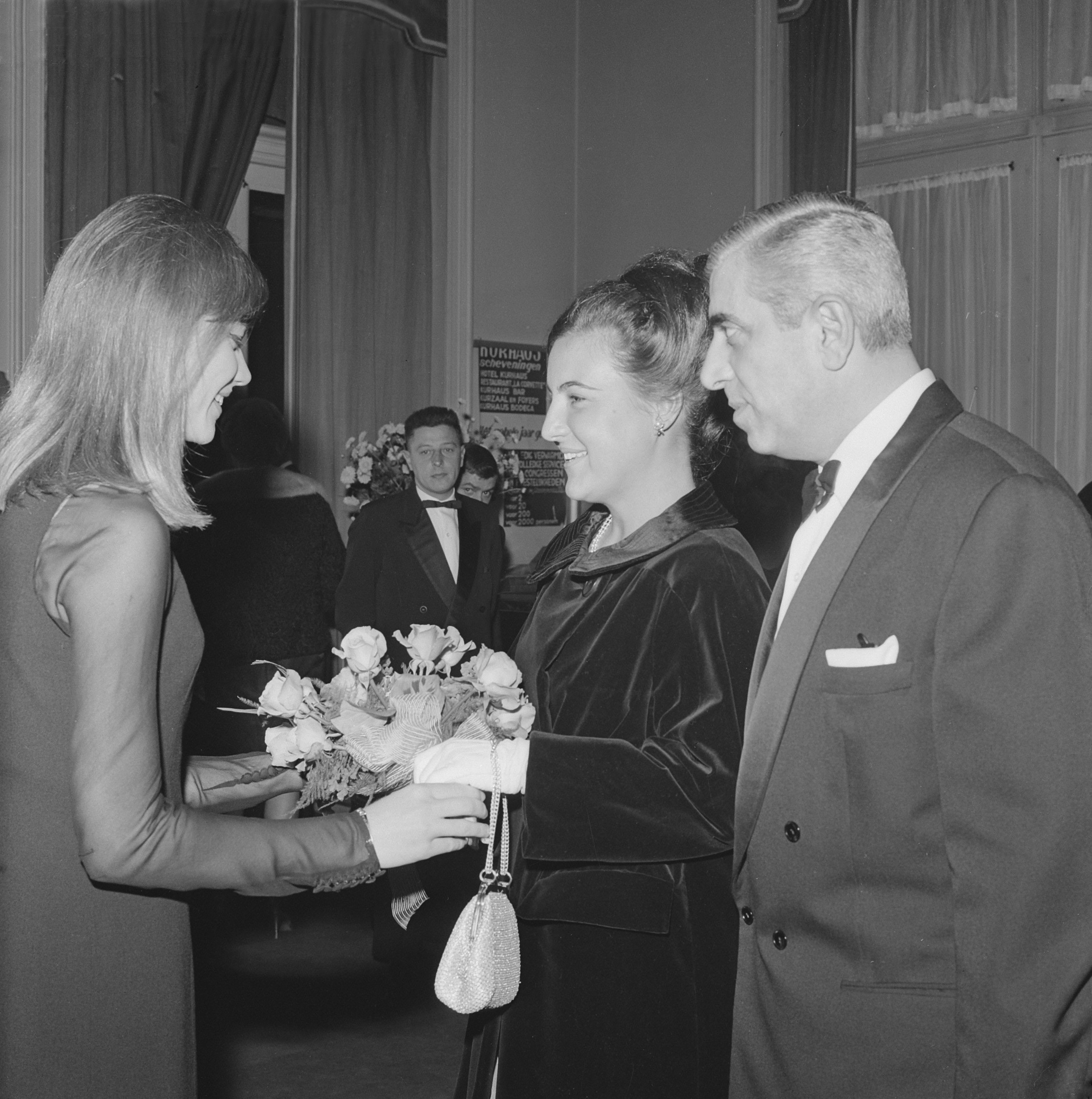
Françoise Hardy face à la princesse Margriet, Scheveningen, 1963.

L'interjection « yéyé » est, au départ, la transcription française de « yeah », une déformation de « yes » (oui), souvent répétée (« yeah! yeah! »), qui ponctue les chansons de rock et de twist américaines très appréciées des jeunes. Les paroliers (traducteurs-adaptateurs) préfèrent « yé » à une traduction plus littérale en « ouais ». De là, « yéyé » désigne le courant musical. Cette formule musicale est une invention marketing, qui promeut de jeunes interprètes au détriment de la chanson à texte, dite « rive gauche », alors incarnée par Georges Brassens, Jacques Brel, Serge Gainsbourg ou Mouloudji, certains d'entre eux faisant figure de résistants face à la vague yéyé.
Le 22 juin 1963, à l'appel de Daniel Filipacchi et Frank Ténot, animateurs et créateurs de Salut les copains, émission quotidienne sur la station de radio Europe 1 diffusant exclusivement ce genre de musique, entre 150 000 et 200 000 jeunes se retrouvent place de la Nation à Paris pour fêter le premier anniversaire du magazine homonyme Salut les copains. Se succèdent sur scène : Danyel Gérard, Frank Alamo, Les Chats sauvages avec leur nouveau chanteur Mike Shannon, Les Gam's, Richard Anthony et, revenus à Paris spécialement de Camargue où ils tournent le film D'où viens-tu Johnny ?, Sylvie Vartan et Johnny Hallyday qui concluent en triomphe ce concert gratuit,.
Quelques jours plus tard, dans une chronique publiée le 7 juillet 1963 dans le journal Le Monde, Edgar Morin baptise ces jeunes « les Yéyés », phénomène qui, selon le sociologue, « préfigure une autre possible révolte » (anticipant en cela Mai 68) : « C'est toute l'ambivalence du nihilisme qui accompagne parfaitement l'âge de l'adolescence, cet âge qui porte avec excellence la possible révolte, comme le probable conformisme, qui s'est manifesté avec éclat à la Nuit de la Nation », écrit-il,. Le même été, les Beatles publient le titre She Loves You qui rencontre un grand succès dans toute l'Europe et qui est ponctué de « Yeah! Yeah! Yeah! », mot répété 29 fois dans la chanson.
Par extension « yéyé » désigne aussi un phénomène de mode des années 1960, caractérisé par les pantalons serrés et les blazers cintrés (avec cravate le plus souvent). Les artistes de la pop française de la fin des années 1960, venant principalement du rock, rompent avec les chansons yéyés.
En 1965, le chanteur Georges Milton (1886-1970) indique ironiquement dans un entretien « le yé-yé, il y a longtemps que je connais. je poussais des « yé-yé » en 1913 en chantant Lorsque j'entends la musique ».

## Postérité
En France, dans les années 1970 et 1980, quelques artistes s'inspirent musicalement de ce style de chansons, par exemple Karen Cheryl, considérée comme la « petite sœur » de Sheila à ses débuts et qui enregistre avec succès plusieurs adaptations de chansons anglo-saxonnes et italiennes, Dorothée (pour les enfants), Lio ou encore Étienne Daho (qui a souvent dit son admiration pour les artistes de cette époque et a eu l'occasion de travailler avec Sylvie Vartan et Françoise Hardy), mais aussi le groupe de Rockabilly Les Forbans dans les années 1980, ou encore le groupe Les Vagabonds dans les années 1990, dont le premier tube, en 1990, se nomme Le temps des yéyés, medley de reprises de succès des années 1960, suivi du titre Le temps des copains la même année.
En novembre 2013, revenant sur sa carrière, Françoise Hardy déclare : « Je n'ai pas honte du tout d'avoir appartenu à ce mouvement. Au moins, ces chanteurs qualifiés de yéyés avaient le sens de la mélodie. Ce qui se perd de nos jours. »

## Artistes représentatifs
Johnny Hallyday, Sheila, Claude François, Richard Anthony, Sylvie Vartan, Eddy Mitchell, Françoise Hardy, France Gall, Dany Logan, Marie Laforêt, Erick Saint-Laurent, Annie Philippe, Chantal Goya, Chantal Kelly, Christophe, C. Jérôme, Dalida, Dani, Danyel Gérard, Dick Rivers, Les Chats sauvages, Les Baronets, Evariste, Les Chaussettes noires, Frank Alamo, Hervé Vilard, Jacqueline Taïeb, Jean-Jacques Debout, Jenny Rock, El Toro et les Cyclones, Les Gam's, Vic Laurens, Les Surfs, Les Vautours, Lucky Blondo, Michel Berger, Michel Paje, Michèle Richard, Michèle Torr, Petula Clark, Ria Bartok, Salvatore Adamo, Tony Roman...

## Scopitone
Les chanteurs yéyé ont tourné des clips pour le scopitone, qui est un juke-box associant l'image au son. Sur les 453 scopitones du catalogue officiel de la société Cameca, Alexandre Tarta réalise les 118 premiers,,,. L'un des autres principaux metteurs en scène de ces vidéoclips est Claude Lelouch qui, se faisant ainsi les dents dans le cinéma, réalise 65 Scopitones à partir du no 119. Andrée Davis-Boyer (« Mamy Scopitone ») en a réalisé 55 à partir du no 263 dès 1964. Parmi les autres réalisateurs, on peut citer Pierre Cardinal, Jean-Christophe Averty, Alain Brunet (58 films à partir du no 257), François Reichenbach, Robert Valey ou encore Gérard Sire (à partir du no 194, 19 films).